# Mistrzostwa Europy w Lekkoatletyce 1934 – bieg na 400 m mężczyzn

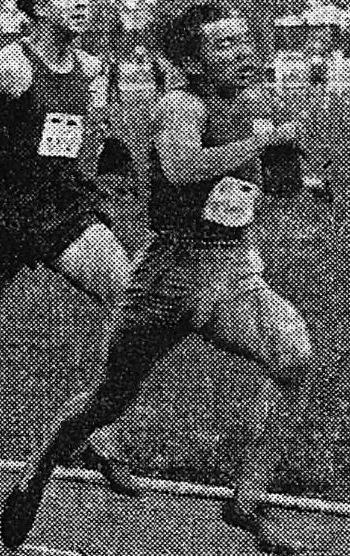
Pierre Skawinski w 1936

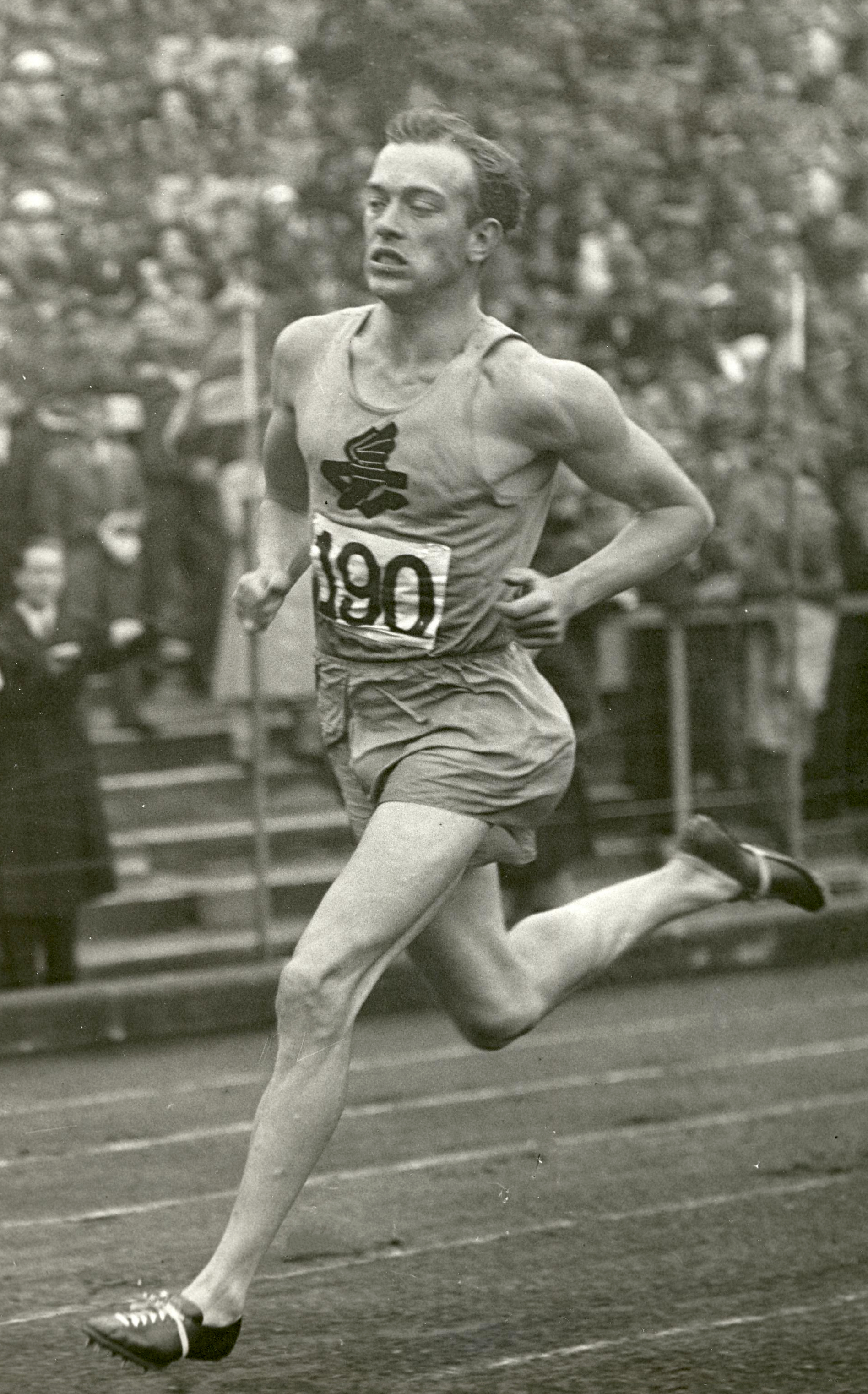
Bertil von Wachenfeldt (lata 30. XX wieku)

Bieg na dystansie 400 metrów mężczyzn był jedną z konkurencji rozgrywanych podczas I Mistrzostw Europy w Turynie. Biegi eliminacyjne zostały rozegrane 7 września, zaś bieg finałowy — 8 września 1934 roku. Zwycięzcą tej konkurencji został niemiecki sprinter Adolf Metzner. W rywalizacji wzięło udział trzynastu zawodników z dziewięciu reprezentacji.

## Rekordy
| Rekord świata | Bill Carr (USA)    | 46,2 | Los Angeles, Stany Zjednoczone | 05.08.1932 |
| Rekord Europy | Eric Liddell (GBR) | 47,6 | Paryż, Francja                 | 12.07.1924 |

## Wyniki

### Eliminacje
Bieg 1
| Miejsce | Zawodnik        | Czas | Uwagi |
| ------- | --------------- | ---- | ----- |
| 1       | Adolf Metzner   | 48,3 | Q CR  |
| 2       | Mario Rabaglino | 49,0 | Q     |
| 3       | Karel Kněnický  | 49,1 | NR    |
| 4       | Sven Strömberg  | 49,4 |       |

Bieg 2
| Miejsce | Zawodnik         | Czas  | Uwagi |
| ------- | ---------------- | ----- | ----- |
| 1       | Raymond Boisset  | 48,9  | Q     |
| 2       | Ettore Tavernari | 49,0  | Q     |
| 3       | László Barsi     | 49,3  |       |
| 4       | Miroslav Hruška  | 50,4  |       |
| 5       | Vladas Bakūnas   | b. d. |       |

Bieg 3
| Miejsce | Zawodnik               | Czas | Uwagi |
| ------- | ---------------------- | ---- | ----- |
| 1       | Pierre Skawinski       | 48,5 | Q     |
| 2       | Bertil von Wachenfeldt | 49,1 | Q     |
| 3       | Börje Strandvall       | 49,2 |       |
| 4       | Jean Krombach          | 50,2 |       |

### Finał
| Place | Athlete                | Time    |
| ----- | ---------------------- | ------- |
| 1     | Adolf Metzner          | 47,9 CR |
| 2     | Pierre Skawinski       | 48,0    |
| 3     | Bertil von Wachenfeldt | 48,0    |
| 4     | Ettore Tavernari       | 48,6    |
| 5     | Raymond Boisset        | 48,9    |
| –     | Mario Rabaglino        | DNF     |